# Associazione Calcio Derthona 1941-1942
Questa pagina raccoglie le informazioni riguardanti l’Associazione Calcio Derthona nelle competizioni ufficiali della stagione 1941-1942.

## Stagione
Nella stagione di guerra 1941-42 il Derthona ha disputato il girone D del campionato di Serie C, con 18 punti in classifica ha ottenuto il quattordicesimo posto, il torneo è stato vinto con 50 punti dal Cuneo che è stato ammesso ai gironi finali che sanciranno la promozione in Serie B di Mater Roma, Cremonese, Palermo ed Anconitana. Il Derthona retrocesso in Prima Divisione sul campo con Varazze ed Ivrea sarà riammesso alla Serie C con l'Ivrea.

## Rosa
| N. |                   | Ruolo | Calciatore       |
| -- | ----------------- | ----- | ---------------- |
|    | Italia (bandiera) | P     | Gino Capoduri    |
|    | Italia (bandiera) | P     | Teresio Chiodi   |
|    | Italia (bandiera) | P     | Renato Rossi     |
|    | Italia (bandiera) | D     | Carmelo Amenta   |
|    | Italia (bandiera) | D     | Giovanni Chiesa  |
|    | Italia (bandiera) | D     | Stefano Cresta   |
|    | Italia (bandiera) | D     | Angelo Raccone   |
|    | Italia (bandiera) | D     | Cesare Zoccola   |
|    | Italia (bandiera) | C     | Giacomo Beltrame |
|    | Italia (bandiera) | C     | Dante Gatti      |

| N. |                   | Ruolo | Calciatore          |
| -- | ----------------- | ----- | ------------------- |
|    | Italia (bandiera) | C     | Bruno Gerosi        |
|    | Italia (bandiera) | C     | Giuseppe Lombardo   |
|    | Italia (bandiera) | C     | Armando Massiglia   |
|    | Italia (bandiera) | C     | Luigi Oppezzo       |
|    | Italia (bandiera) | C     | Secondo Rossi       |
|    | Italia (bandiera) | C     | Luigi Soffrido      |
|    | Italia (bandiera) | A     | Costantino Arata    |
|    | Italia (bandiera) | A     | Aldo Croce          |
|    | Italia (bandiera) | A     | Temistocle Novarini |
|    | Italia (bandiera) | A     | Leandro Rolandi     |